# ذي قحم (بعدان)

تعديل مصدري - تعديل

ذي قحم هي إحدى قرى عزلة ذي قحم بمديرية بعدان التابعة لمحافظة إب، بلغ تعداد سكانها 1281 نسمة حسب تعداد اليمن لعام 2004.